# Indiana Evans
Indiana Rose Evans, född 27 juli 1990 i Sydney, New South Wales, är en australisk skådespelare och sångerska. Hon är mest känd i rollen som ”Matilda Hunter” i TV-serien Home and Away.
Hon är också med i H2O: Just Add Water som Bella Hartley i säsong 3. Hon har även medverkat i filmen Arctic Blast där hon spelade rollen som Naomi Tate. I början av februari 2012 fick Evans en av huvudrollerna i en omarbetad nyinspelning  av 1980-talsfilmen Den blå lagunen, Blue Lagoon: The Awakening.

## Filmografi

### Film
- 2009 – Burden (kortfilm)
- 2009 – A Model Daughter: The Killing of Caroline Byrne
- 2010 – Arctic Blast
- 2010 – At the Tattooist (kortfilm)
- 2011 – Smith (kortfilm)
- 2012 – Blue Lagoon: The Awakening (TV-film)
- 2012 – Gingers (kortfilm)
- 2022 – Thor: Love and Thunder

### TV-serier
- 2003 – All Saints (TV-serie) (1 avsnitt)
- 2003 – Snobs (TV-serie)
- 2004–2008 – Home and Away (TV-serie)
- 2008 – The Strip (TV-serie) (1 avsnitt)
- 2009–2010 – H2O: Just Add Water (TV-serie)
- 2010 – Cops LAC (TV-serie) (1 avsnitt)
- 2011 – Crownies (TV-serie)
- 2014 – Janet King (TV-serie) (4 avsnitt)
- 2015 – Secrets and Lies (TV-serie)
- 2015 – House Husbands (TV-serie) (2 avsnitt)
- 2015 – Ash vs Evil Dead (TV-serie) (2 avsnitt)